# Vilagrassa
Vilagrassa – gmina w Hiszpanii, w prowincji Lleida, w Katalonii, o powierzchni 19,61 km². W 2011 roku gmina liczyła 497 mieszkańców.